# Torre de Ginebret
La torre de Ginebret és una torre de vigilància situada al vessant oriental de la vall de la riera de Merlès, a Santa Maria de Merlès (Berguedà), damunt d'una petita elevació. És un edifici declarat bé cultural d'interès nacional.

## Descripció
S'observen les restes de grans murs sota Santa Maria de Pinós o del mas del Ginebret. Només es conserva l'angle nord-occidental i una part de l'angle sud-occidental. El nucli de la fortalesa té una amplada de 4,80 m i una longitud d'uns 11 m. i un gruix dels murs de 90 cm. A la banda occidental d'aquest edifici s'adossava una construcció amb una amplada de 2,80 m i una llargada -de llevant a ponent- de 2,20 m. Al pany de paret de tramuntana s'endevinen dos pisos gràcies a dos rengles de forats que disten entre ells uns 50 cm i estaven destinats a sostenir les bigues dels trespols de fusta. Al nivell de la planta baixa hi ha espitlleres. Al primer pis, una finestra de la qual es veu el muntant septentrional. Els murs són formats per carreus grossos (25 X 35 cm), escairats i ben treballats. A les juntures hi ha morter però el reble és format de pedres i fang. Segurament, cal datar aquest castell vers la segona meitat del segle xii.

## Història
La recerca d'un castell de Pinós que fos el bressol que donà nom a la noble família dels Pinós ha estat controvertida. Entre altres hipòtesis, Pere Català i Roca afirmava que el castell de Pinós era la torre de Ginebret. Això no obstant, els últims treballs semblen demostrar que el castell de Pinós que donà nom a la família Pinós és el del comtat de Berga, avui comarca del Solsonès.
Però, si la torre de Ginebret no és el castell de Pinós, què era? Segurament aquestes restes corresponen a una casa forta o «domus» senyorial, el nom de la qual s'ha perdut, que seria el centre d'un alou important, o bé seria una fortalesa que protegia la carretera de Cardona a Osona de gran trànsit a l'edat mitjana i ensems protegia el Mercadal que hi havia pels seus voltants.
Els últims treballs apunten a la hipòtesi que les restes de la fortalesa propera a Sant Pau de Pinós corresponen a una torre fortificada o "domus" senyorial que devia ser el centre d'un important alou que protegia el camí d'Osona a Cardona en aquest sector del Baix Berguedà.
A la comarca del Berguedà es conserven restes de «turres», és a dir, masies fortificades promogudes per les noves colonitzacions laiques i eclesiàstiques i aparegudes des de la meitat del segle xii. Probablement, la torre de Ginebret n'és l'exemple més clar.